# Leucoscypha alpestris
Leucoscypha alpestris är en svampart som först beskrevs av Sommerf., och fick sitt nu gällande namn av Eckblad 1968. Leucoscypha alpestris ingår i släktet Leucoscypha och familjen Pyronemataceae.   Inga underarter finns listade i Catalogue of Life.
I den svenska databasen Dyntaxa används istället namnet Octospora alpestris för samma taxon.  Arten är reproducerande i Sverige.